# Худяков Виктор Николаевич
Худяков, Виктор Николаевич (14 сентября 1942, Омск — 26 февраля 2017, Омск) — учёный-педагог, доктор исторических наук, профессор, академик Академии гуманитарных наук, заслуженный работник высшей школы РФ. В 1972—1985 годах и с 1997 года — декан исторического факультета, одновременно завкафедрой отечественной истории ОмГПУ.

## Биография
Худяков Виктор Николаевич (14.09.1942-26.02.2017) родился 14 сентября 1942 года в Омске. В 1959 году окончил омскую среднюю школу № 55. В 1964 году Виктор Худяков с отличием окончил историко-филологический факультет ОГПИ им. М. А. Горького и был принят ассистентом на кафедру истории СССР. В течение 5 лет, с 1966 по 1971, работал старшим преподавателем кафедры истории СССР. В период 1972—1985 и с 1997 был деканом исторического факультета, одновременно заведовал кафедрой отечественной истории ОмГПУ. В 1973 году Виктор Николаевич защитил кандидатскую диссертацию по теме «Разложение крестьянства Тобольской губернии во второй половине XIX века», а в 1988 — докторскую диссертацию
«Аграрная политика царизма в Сибири в пореформенный период». В 1989 году Виктору Николаевичу Худякову присвоено учёное звание «профессор».
Среди учеников Виктора Николаевича — не только учителя истории и вузовские преподаватели, музейные и архивные работники, но и политики, депутаты, предприниматели, телеведущие, журналисты и издатели. Коллеги считают Виктора Николаевича выдающимся организатором, сыгравшим важную роль в развитии исторической науки, в сохранении лучших традиций отечественной системы образования.
«Фраза „Талантливый человек талантлив во всём“ слишком заезжена. Но Виктора Николаевича она характеризовала как нельзя лучше. Он был талантлив в науке — один из лучших историков Сибири. В Омском педагогическом университете немало профессоров, но прозвище „профессор“ была только у одного, и это символический знак всеобщего уважения. Виктор Николаевич талантлив в культуре. В студенческие годы он прекрасно читал стихи и знал их неимоверное количество из всей мировой классики. Впрочем, ещё больше он знал советских бардовских песен и, ещё в молодости, общался с выдающимися советскими бардами. Главный талант профессора Худякова — талант преподавательский. На истфаке была создана атмосфера того самого, живого, образования, которого так не хватает современной России. В студентах он видел прежде всего личность. Очень многим открыл, что называется, дорогу в жизнь. И совсем не обязательно — только отличникам», — рассказал ученик Худякова В. Н. Олег Смолин.
Скончался выдающийся организатор науки и образования, доктор исторических наук, профессор Виктор Николаевич Худяков после тяжелой продолжительной болезни 26 февраля 2017 года на 75 году жизни. 1 марта 2017 в родном актовом зале 2-го корпуса Омского государственного педагогического университета проходило прощание с великим ученым.

## Преподавательская деятельность
Большая часть жизни Виктора Николаевича была связана с историческим факультетом Омского государственного педагогического университета. Выпускник истфака, долгие годы работавший в должности декана и заведующего кафедрой отечественной истории, Виктор Николаевич Худяков внес неоценимый вклад в подготовку педагогических кадров города, области, страны.
Виктор Николаевич как талантливый организатор и масштабная личность, создал в коллективе факультета атмосферу доброжелательности и продуктивного сотрудничества, сформировал известность и громкую славу исторического факультета — кузницы научных-педагогических кадров, не только в Омской области, но и за её пределами.
«С деканом исторического факультета ОГПИ им. А. М. Горького Худяковым Виктором Николаевичем познакомилась в 1978 году во время поступления на заочное отделение. На протяжении пяти лет учёбы Виктор Николаевич для меня, да и для всей нашей группы, — умница, весельчак, прекрасной души человек. Уверена, что до 26 февраля 2017 года он таким и остался в жизни окружающих его студентов и коллег по работе в ОмГПУ», — рассказала Наталья Чуркина.
«Он всегда находился на стремнине, на стержне жизни, где эта жизнь бурлит и крутится воронками. Худяков — прирождённый историк. И он складирует, как в копилке-шкатулке, нужные ему в преподавании яркие факты. Он часто говорил, что преподавать историю надо драматично, занимательно и весело», — отметил Анатолий Тиховский.
«Жил среди нас на стремнине коллега, достигший, как сказали бы агрономы, поры молочно-восковой спелости — Виктор Николаевич Худяков. Этот был большой жизнелюб. Его путь к высотам научного творчества был каменист и крут, словно горная тропа, труден и отраден. Было и великое отцовское горе, были и потери очень близких друзей. Но было ради чего кровавить ноги! Тем и прекрасна жизнь!» — писал Михаил Бударин.
«Лекции всех преподавателей я храню до сих пор, настолько они были интересными, насыщенными примерами и фактами. Я даже анекдоты, которые любил рассказать и был мастером в этом Виктор Николаевич, успевала записывать. Виктор Николаевич обладал необыкновенной памятью, он знал всех исторических деятелей по имени и отчеству, годы их жизни, чем сражал нас наповал. И это ещё до чтения стихов любимого им Мандельштама», — писала в эссе-воспоминаниях Маргарита Иванова.
«Когда перед нами предстал Виктор Николаевич Худяков, а о его лекциях уже тогда ходили легенды, мы поняли, что его слава заслуженна. А ещё то, что настоящий историк ещё и артист, проживающий и сопереживающий то, о чём рассказывает. Виктор Николаевич был для нас таким авторитетом, что упомянутые им как-то на лекции книги Эренбурга и Шпенглера, многие с большим трудом нашли и даже с большим интересом прочитали в последующем», — рассказала в эссе-воспоминаниях Евгения Навойчик.
Выпускники 1998 года посвятили Виктору Николаевичу Худякову стихотворные строки:
Вы — добрый дух и совесть факультета,
Такой союз столь редкий прецедент!
Без Вашего участия, совета
Не обошелся ни один студент.
Вы вовлекли нас в чудный мир науки,
Посеяв в юных душах к ней любовь.
Успехи каждого из нас тому порука
И благодарность наша вновь и вновь.
Пусть не тревожат Вас печаль и ветхость
И огонёк в глазах всегда горит.
Таких людей как вы — большую редкость -
Пусть мать-земля и сам Господь хранит!

## Научная деятельность
Сфера научных интересов В. Н. Худякова — история крестьянства Сибири в XIX в., аграрная политика царского правительства Сибири в пореформенный период, отечественная историография, проблемы социально-экономического развития Сибири XIX — начала XX в.в., общественные движения в пореформенной России, методология истории.
Виктор Николаевич — автор более 70 научных публикаций, заслуженный работник высшей школы РФ. Он был избран председателем общественной организации «Центр русской культуры». С 1990 года Худяков В. Н. — руководитель аспирантуры, а с 1998 года — докторантуры по специальности «Отечественная история».

## Публикации
- Худяков, В. Н. Наёмный труд в сибирском земледелии (80-х ― начала 90-х гг. XIX в.) / В. Н. Худяков // Вопросы истории Западной Сибири : учен. записки / ОГПИ им. А. М. Горького. — Омск, 1970. — Вып. 45. — С. 80-99.
- Худяков, В. Н. Классовое разложение крестьянства Тобольской губернии в пореформенный период (60-90 годы XIX в.) : дис. … канд. ист. наук / Худяков Виктор Николаевич. — Новосибирск, 1972. — 297 с.
- Худяков, В. Н. Влияние аграрной политики царизма в Сибири на формирование социально-экономических предпосылок крестьянского движения в сибирской деревне в 1905—1907 гг. / В. Н. Худяков // Революция 1905—1907 гг. и борьба трудящихся Сибири против царизма : тез. науч. конф., посв. 80-летию революции 1905—1907 гг. в России / ОГПИ им. А. М. Горького. — Омск, 1985. — С. 94-98.
- Худяков, В. Н. Аграрная политика царизма в Сибири в пореформенный период (1861—1905 гг.) / В. Н. Худяков; ред. Л. М. Горюшкин ; ОГПИ им. А. М. Горького. — Томск : Изд-во Томского университета, 1986. — 264 с.
- История Отечества с древнейших времен до начала XX столетия : программа для поступающих на ист. фак. ОмГПУ / Ом. гос. пед. ун-т; сост. В. Н. Худяков [и др.]. — Омск : [б. и.], 1995. — 30 с.
- Проблемы истории Сибири XIX—XX веков : сб. ст. / Ю. Г. Недбай [и др.]; под общ. ред. В. Н. Худякова ; Ом. гос. пед. ун-т. — Омск : Изд-во ОмГПУ, 1995. — 140 с.
- Проблемы социальной и экономической истории Сибири XIX ― начала XX вв. : сб. науч. ст. / науч. ред. В. Н. Худяков; ред.-сост. А. Г. Киселёв. — Омск : Изд-во ОмГПУ, 2001. — 95 с.
- Худяков, В. Н. Аграрные отношения в Сибири в конце XIX — начале XX века. Социальный аспект / В. Н. Худяков. — Новосибирск : НГПУ, 2002. — 64 с.
- Вопросы социальной истории России конца XVIII — начала XX века : сб. науч. тр. / Ом. гос. пед. ун-т; под ред. В. Н. Худякова. — Омск : Изд-во ОмГПУ, 2004. — 169 с.
- Проблемы экономической и социальной истории Сибири. Из истории природопользования и налогообложения (XIX ― первая половина XX века) : сб. науч. ст. Вып. 5 / Ом. гос. пед. ун-т; науч. ред. В. Н. Худяков; ред.-сост. А. Г. Киселёв. — Омск, 2004. — 119 с.
- Проблемы и тенденции развития исторического и обществоведческого образования в современной России : материалы регион. науч.-практ. конф. (Омск, 8 ноября 2006 г.) / Ом. гос. пед. ун-т; ред. : В. Н. Худяков, В. Д. Евсюкова, Е. В. Черненко [и др.]. — Омск : Изд-во ОмГПУ, 2006. — 183 с.
- Худяков, В. Н. Университет как институт формирования «поколенческой» идентичности (по материалам пореформенной журнальной прессы) / В. Н. Худяков // Сибирь в XVII—XX вв. : демографические процессы и общественно-политическая жизнь. — Новосибирск, 2006. — С. 39-56.
- Вопросы методологии и истории в работах молодых ученых : сб. науч. ст. Вып. 13 / Ом. гос. пед. ун-т; ред. В. Н. Худяков; сост. И. И. Кротт. — Омск : Изд-во ОмГПУ, 2009. — 120 с.
- Вопросы методологии и истории в работах молодых ученых : сб. науч. ст. Вып. 25 / Ом. гос. пед. ун-т; ред. : В. Н. Худяков, М. К. Чуркин. — Омск : Изд- во ОмГПУ, 2017. — 120 с.

Полный список публикаций автора можно найти в книге Худяков Виктор Николаевич: библиографический указатель к 80-летию со дня рождения / Научная библиотека Омского государственного педагогического университета; сост. М. К. Абельдинова; редкол.: М. К. Абельдинова, М. А. Бочерикова, О. А. Воеводкина, Э. В. Серемина. — Омск, 2022. — 26 с.